# Svenska Vattenskid- och Wakeboardförbundet
Svenska Vattenskidförbundet, specialidrottsförbund för vattensport. Förbundet bildades 1962 och invalt i Riksidrottsförbundet 1962. Förbundets kansli ligger sedan 2019 i Halmstad.
SVF bytte 2006 namn till Svenska Vattenskid- och Wakeboardförbundet (SVWF), då "bräd-disciplinerna" med wakeboard och wakeskate (wakeboard skateboard) vuxit sig så pass stora, att det var naturligt att införliva dessa även i namnet. SVWF har haft ett eget Riksidrottsgymnasium (RIG). Detta låg i Fagersta och startades 1999, där 12 elever per år gavs möjlighet att kombinera gymnasiestudierna med träning på egna anläggningar på orten. Eleverna tränade årligen även internationellt (främst i USA), som en planerad del av skoltiden.
SVWF samlar c:a 66 vattensportklubbar i Sverige, med omkring 1000 licensierade tävlingsåkare och antal aktiva och engagerade medlemmar inom förbundet om drygt 8.000 personer. Antalet s.k. fritidsåkare, som är aktiva åkare utanför förbundet, bedöms som väsentligt större. Förbundet samlar tävlande i disciplinerna Vattenskidor (Slalom, Hopp och trick), Wakeboard (Wakeboard och Wakeskate, del efter båt, dels på kabel) och Barfota, men har även en förening som utöver Show Ski. 
Under de senaste 15 åren, har kabelåkning på kabelparker (motsv. en eldriven "skidlift fast på vatten", vanligen utrustade snarlikt de alpina snowboardparkerna med hopp och rails) ökat i omfattning i Europa och i Sverige.   
I Sverige finns ett par  s.k. "Full-size" Kabelparker (för 7-9 åkare samtidigt).  Utöver detta finns sedan ett par år en mängd mindre kabelanläggningar för en åkare i taget, s.k. ."2.0 or"   
Flera kabelanläggningar drivs idag som aktiebolag med en förening som samarbetspartner.   
SVWF och Sverige har, trots en tämligen kort säsong på grund av vårt nordliga geografiska läge och begränsad befolkning, samlat många goda individuella framgångar internationellt i de discipliner som SVWF organiserar. Sverige har en relativt stort antal NM-, EM- och VM-medaljörer inom vattensporterna. Inom vattenskidor finns tidigare namn som syskonen Michael och Helena Kjellander, till dagens stjärnor som bröderna Daniel och Johan Efverström. Inom wakeboard tidigare Stefan Ahlfeldt, Filippa Günther och Michaela de Waern till dagens idrottare som Caroline Djupsjö efter båt och på kabel,  syskonen Benjamin, Mattias, Jeremia och Judith Hoppe, Oskar Geijler, David och Anna Simlund m.fl.   
Inom funktionsnedsatta inom vattenskidor kan nämnas Elsie Antonsson och i barfota-disciplinen Jacob Versteegh. Inom disciplinen wakeboard har vi de sista året sett ett stort intresse för att utveckla paraidrott, detta har redan resulterat i några åkare som tävlar.   
I jämförelse med länder som har året-runt-säsonger står sig Sverige ytterst väl i konkurrensen internationellt.       